# Réflexe gusto-facial
Pour les articles homonymes, voir Gusto.

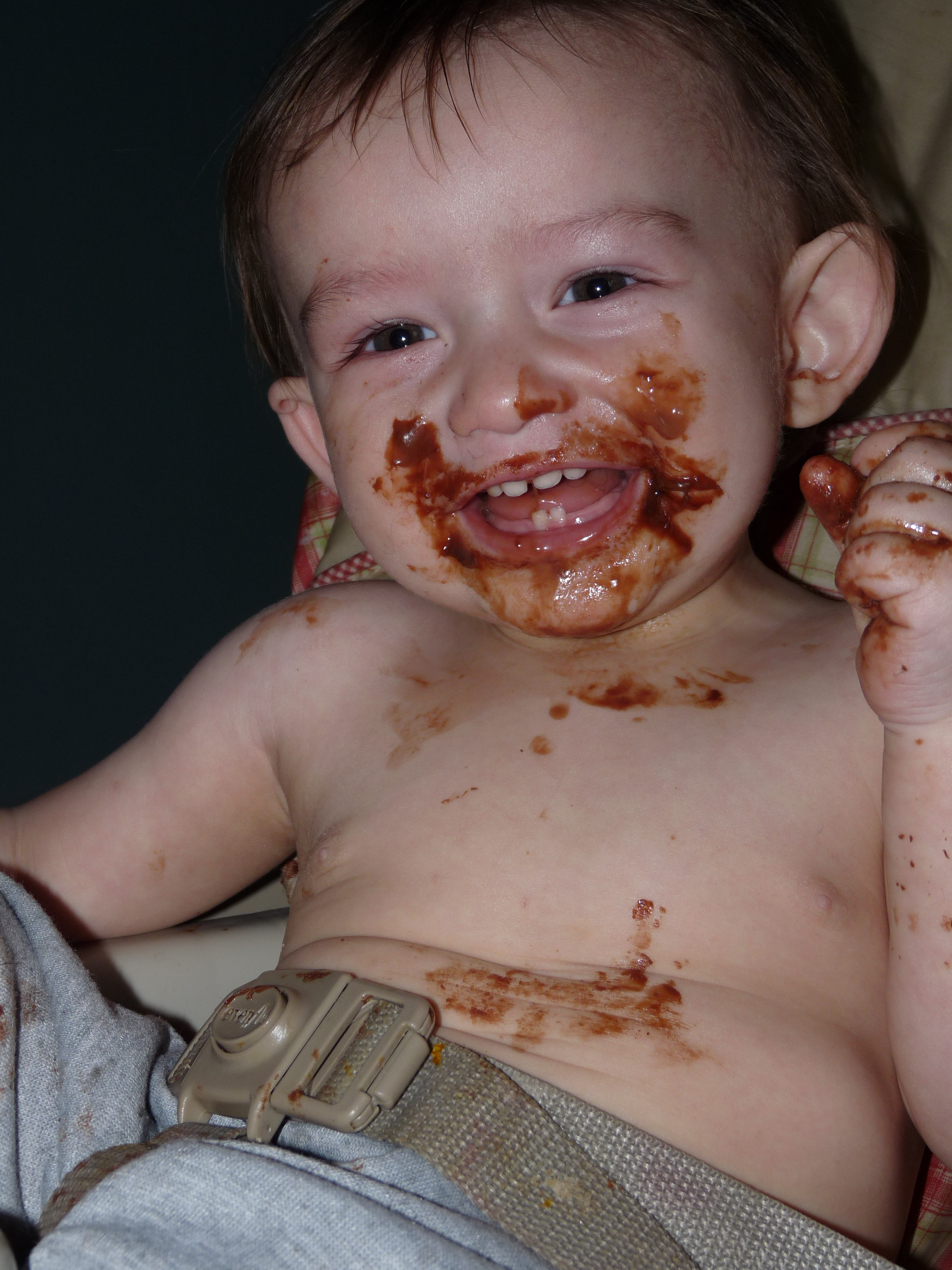
L'enfant a tendance, dès la naissance, à présenter un sourire lorsqu'il rencontre une saveur sucrée.

Le réflexe gusto-facial est une mimique instinctive chez le bébé, conséquence de la sensation gustative. Il s'agit d'une réaction conduisant à une mimique différente en fonction de la saveur de l'aliment présenté à l'enfant (amer ou sucré par exemple) mais identique pour une même stimulation entre les individus. Ces mimiques ont également été observées chez les animaux et ce dès la naissance. 

## Découverte
Il est décrit pour la première fois par un psychologue, Preyer, en 1887. Il est cependant par la suite oublié avant d'être redécouvert et étudié de façon systématique par J. Steiner en 1973,. 

## Expérimentation
J. Steiner montre que les nouveau-nés de quelques heures — donc avant même leur premier repas — sont capables de réagir à la présentation de boissons de différentes saveurs placées sur leur langue. Plus précisément, l'enfant présente un visage relaxé voire un sourire à la suite d'une stimulation sucrée — favorisant l'ingestion — mais, au contraire, une mimique de rejet à la suite d'une stimulation amère. Une stimulation acide provoque une mimique de déplaisir caractéristique et diminuera l'ingestion. Elles sont observées de manière quasi-systématique chez des nourrissons de toutes origines et également chez les primates.  
Ces expérimentations attestent donc de la capacité du nouveau-né — même prématuré — à percevoir les saveurs dès la naissance, voire avec le bébé présentant in utero le liquide amniotique lorsqu'il est sucré. 

## Utilité du réflexe
Le réflexe gusto-facial permet d'associer une stimulation à un processus de communication non verbale. Il est donc essentiel au passage du biologique au psychique : avant même de savoir parler, il permet au bébé de signifier ce qu'il aime ou n'aime pas. Cependant, si les mimiques sont identiques pour une stimulation identique à naissance, le bébé développe très tôt des préférences notamment par imitation vis-à-vis de ses parents.